# سایبورگ آمریکایی: جنگجوی فولادین
سایبورگ آمریکایی: جنگجوی فولادین (به انگلیسی: American Cyborg: Steel Warrior) یک فیلم سینمایی اکشن و علمی تخیلی آمریکایی محصول سال ۱۹۹۳ به کارگردانی بوعز دیویدسون با بازی جو لارا و نیکول هانسن است.